# دلار سورینام
دلار سورینام (به انگلیسی: Surinamese dollar) (به زبان بومی: Surinaamse dollar) با کد ایزوی SRD، یکای پول رایج در کشور سورینام است. مسئولیت کنترل این یکای پول برعهدهٔ بانک مرکزی سورینام قرار دارد.